# روبرتو توکر
روبرتو توکر (انگلیسی: Roberto Tucker؛ زادهٔ ۲۷ ژوئن ۱۹۸۳) بازیکن فوتبال اهل آرژانتین است.
از باشگاه‌هایی که در آن بازی کرده‌است می‌توان به باشگاه فوتبال کاراکاس و باشگاه فوتبال لیتشوئس اشاره کرد.